# توري دي أريس (بافيا)
توري دي أريس (بالإيطالية: Torre d'Arese)‏ هي بلدة تقع في مقاطعة بافيا بإقليم لومبارديا في شمال إيطاليا. تبلغ مساحة هذه المدينة 4.4 (كم²)، وترتفع عن سطح البحر 78 م، بلغ عدد سكانها 963 نسمة في عام 2010 حسب إحصاء المعهد الوطني للإحصاء.

## السكان
في سنة 1861 بلغ عدد السكان 701 نسمة، وتطور العدد ليصل في سنة 2011 لـ 977 نسمة.
يظهر هذا المخطط البياني تطور النمو السكاني لـ توري دي أريس (بافيا)